# Derley
Vanderley Dias Marinho (São Luís, 29 december 1987) is een Braziliaans voetballer die bij voorkeur als aanvaller speelt. Hij verruilde in juli 2014 CS Marítimo voor SL Benfica.

## Clubcarrière
Derley speelde in Brazilië bij Ceará,  Tiradentes, Cruzeiro-RS en Madureira. Op 25 juni 2013 tekende hij een vierjarig contract bij CS Marítimo. Daarvoor scoorde hij in zijn debuutjaar zestien doelpunten in de Primeira Liga, waarmee hij tweede werd in het topscorersklassement achter Jackson Martínez (met achttien 18 doelpunten). Op 16 juli 2014 tekende Derley vervolgens een vierjarig contract bij SL Benfica, dat 2,5 miljoen euro neerlegde voor de spits.

## Erelijst
Benfica Lissabon
- Primeira Liga: 2014/15
- Taça da Liga: 2014/15

Desportivo Aves
- Taça de Portugal: 2017/18

Chonburi FC
- Thai League 2: 2024/25